# Fujang
Fujang (egyszerűsített kínai írással: 阜阳; hagyományos kínai írásssal: 阜陽; pinjin:  Fùyáng) prefektúra szintű város Kínában, Anhuj tartományban. Lakosainak száma 8 200 264 fő (2020).

## Népesség
| 2010 | 7 599 913 |
| 2020 | 8 200 264 |